# Walleria
Walleria là một chi thực vật có hoa trong họ Tecophilaeaceae.